# Leslie Jordan
Leslie Allen Jordan (Memphis, 29 de abril de 1955 – Hollywood, 24 de outubro de 2022) foi um ator e escritor americano. Jordan ganhou reconhecimento por interpretar Lonnie Garr em Hearts Afire (1993–1995), Beverly Leslie em Will & Grace (2001–2006, 2017–2020), vários personagens da franquia American Horror Story (2011–presente), Sid em The Cool Kids (2018–2019) e Phil em Call Me Kat (2021–2022).
Morreu no dia 24 de outubro de 2022 vítima de um acidente de carro dirigindo em Los Angeles.

## Filmografia

### Cinema
| Ano  | Título                               | Papel                     | Notas          |
| ---- | ------------------------------------ | ------------------------- | -------------- |
| 1988 | Moving                               | Cliente no bar            |                |
| 1988 | Frankenstein General Hospital        | Iggy                      |                |
| 1990 | Ski Patrol                           | Murray                    |                |
| 1991 | Missing Pieces                       | Krause                    |                |
| 1992 | Hero                                 | Funcionário do Tribunal   |                |
| 1993 | Jason Goes to Hell: The Final Friday | Shelby                    |                |
| 1995 | Black Velvet Pantsuit                | Ernie                     |                |
| 1996 | Shoot the Moon                       |                           |                |
| 1997 | Two Weeks from Sunday                |                           | Curta-metragem |
| 1997 | Eat Your Heart Out                   | Diretor                   |                |
| 1998 | Hamburger Helper                     | Larry Lewis               | Curta-metragem |
| 1998 | Goodbye Lover                        | Homer                     |                |
| 2000 | Sordid Lives                         | Earl Ingram               |                |
| 2000 | I'll Wave Back                       | Tot Dixon                 |                |
| 2000 | Lost in the Pershing Point Hotel     | Contador de histórias     |                |
| 2001 | The Gristle                          | Jake Bennett              |                |
| 2003 | Farm Sluts                           | Médico legista            | Curta-metragem |
| 2003 | Moving Alan                          | Arthur                    |                |
| 2004 | Home on the Range                    | Voz adicional             |                |
| 2004 | Madhouse                             | Dr. Morton                |                |
| 2005 | Sissy Frenchfry                      | Diretor Principle         | Curta-metragem |
| 2007 | Watch & Learn                        | Martin                    | Curta-metragem |
| 2007 | Undead or Alive: A Zombedy           | Padre                     |                |
| 2009 | Eating Out 3: All You Can Eat        | Harry                     |                |
| 2010 | Demonic Toys: Personal Demons        | Butterfield               |                |
| 2010 | Love Ranch                           | Martin Hainsworth         |                |
| 2011 | Mangus!                              | Bruce Jackson             |                |
| 2011 | The Help                             | Sr. Blackly               |                |
| 2013 | Whoa!                                | Theodore Willinghouse III |                |
| 2013 | Southern Baptist Sissies             | Peanut                    |                |
| 2014 | Right Side/Blind Side                | Orador                    | Curta-metragem |
| 2015 | Lucky Dog                            | Sr. Kaufman               |                |
| 2016 | Fear, Inc.                           | Judson                    |                |
| 2017 | A Very Sordid Wedding                | Earl Ingram               |                |

### Televisão
| Ano       | Título                                       | Papel                                      | Notas                                                                |
| --------- | -------------------------------------------- | ------------------------------------------ | -------------------------------------------------------------------- |
| 1986      | The Fall Guy                                 | Malone                                     | Episódio: "The Last Chance Platoon"                                  |
| 1986      | The Wizard                                   | Jimmy                                      | Episódio: "Born to Run"                                              |
| 1987      | CBS Summer Playhouse                         | Worm                                       | Episódio: "Sawdust"                                                  |
| 1988      | Night Court                                  | Irwin                                      | Episódio: "The Last Temptation of Mac"                               |
| 1988      | Annie McGuire                                | Charlie                                    | Episódio: "The Journey"                                              |
| 1989      | Murphy Brown                                 | Kyle                                       | Episódio: "Kyle"                                                     |
| 1989      | Newhart                                      | L. Gardner                                 | Episódio: "Hi, Society"                                              |
| 1989      | The Road Raiders                             | Whip                                       | Filme de TV                                                          |
| 1989      | The People Next Door                         | Truman Fipps                               | 10 episódios                                                         |
| 1989      | Midnight Caller                              | Pequeno Bob Johnson                        | Episódio: "Do You Believe in Miracles?"                              |
| 1990      | Sugar and Spice                              | Senhor Jacques                             | 2 episódios                                                          |
| 1990      | Pee-wee's Playhouse                          | Busby                                      | Episódio: "Mystery"                                                  |
| 1990      | American Dreamer                             | Short                                      | 2 episódios                                                          |
| 1991      | Babes                                        | Clem                                       | Episódio: "The House of Gilbert"                                     |
| 1991      | Top of the Heap                              | Emmet Lefebvre                             | 6 episódios                                                          |
| 1992      | Perfect Strangers                            | Rob Bob Phillips                           | Episódio: "Missing"                                                  |
| 1992      | The New WKRP in Cincinnati                   | Wally                                      | Episódio: "Razor D Rules"                                            |
| 1992-1993 | Bodies of Evidence                           | Lemar Samuels                              | 16 episódios                                                         |
| 1992-1993 | Reasonable Doubts                            | Assist. Defensor Público Clifford Sizemore | 16 episódios                                                         |
| 1993      | Getting By                                   | Sr. Bergner                                | Episódio: "Give Peace a Chance"                                      |
| 1993      | Nurses                                       | Sr. Cooley Waits                           | 2 episódios                                                          |
| 1993-1994 | Lois & Clark: The New Adventures of Superman | Vários                                     | 2 episódios                                                          |
| 1993-1995 | Hearts Afire                                 | Lonnie Garr                                | 27 episódios                                                         |
| 1995      | Charlie Grace                                | Darnell Sims                               | Episódio: "Bring Me the Head of Darnell Sims"                        |
| 1995      | Courthouse                                   | Sr. Barnes                                 | Episódio: "One Strike and You're Out"                                |
| 1996      | Coach                                        | Blatt                                      | Episódio: "Fantasy Camp"                                             |
| 1996      | Star Trek: Voyager                           | Kol                                        | Episódio: "False Profits"                                            |
| 1996      | Mr. & Mrs. Smith                             | Earl Borden                                | Episódio: "The Second Episode"                                       |
| 1997      | Weird Science                                | Boyd Butayne                               | Episódio: "I Dream of Gene"                                          |
| 1997      | Wings                                        | Teddy Kolb                                 | Episódio: "Hosed"                                                    |
| 1997      | The Pretender                                | Pat                                        | Episódio: "Keys"                                                     |
| 1997      | Arli$$                                       | Skip Lloyd                                 | Episódio: "How to Be a Good Listener"                                |
| 1998      | Ellen                                        | Executivo da Top Studio                    | Episódio: "Ellen in Focus"                                           |
| 1998      | Dharma & Greg                                | Kenny                                      | Episódio: "Dharma and Greg's First Romantic Valentine's Day Weekend" |
| 1998      | Pacific Blue                                 | Bo Nyby                                    | Episódio: "Caretakers"                                               |
| 1998      | Caroline in the City                         | Dr. Leslie                                 | 2 episódios                                                          |
| 1998      | Maximum Bob                                  | Cletus Huntley                             | Episódio: "A Little Tail"                                            |
| 1998      | Buddy Faro                                   | Frankie Delgado                            | Episódio: "Ain't That a Kick in the Head"                            |
| 1999      | Martial Law                                  | Horatio Hawkins                            | Episódio: "Trifecta"                                                 |
| 2000      | The Strip                                    | Gaston                                     | Episódio: "Pilot"                                                    |
| 2000-2002 | Son of the Beach                             | Jordan                                     | 2 episódios                                                          |
| 2000      | Any Day Now                                  | Polical Big Top                            | Episódio: "There Are No Rules"                                       |
| 2000      | FreakyLinks                                  | Hotel Clerk                                | Episódio: "Subject: Desert Squid! Myth or Legend?"                   |
| 2000      | Sabrina, the Teenage Witch                   | Chuck                                      | Episódio: "Welcome, Traveler"                                        |
| 2000      | Nash Bridges                                 | Walter Marley                              | Episódio: "Grave Robbers"                                            |
| 2001-2020 | Will & Grace                                 | Beverley Leslie                            | 16 episódios                                                         |
| 2001      | Ally McBeal                                  | Dr. Benjamin Harris                        | 2 episódios                                                          |
| 2001-2002 | Boston Public                                | Dr. Benjamin Harris                        | 5 episódios                                                          |
| 2003      | Judging Amy                                  | Reginald Hoyt                              | Episódio: "Ye Olde Freedom Inn"                                      |
| 2003-2004 | Reba                                         | Terry                                      | 3 episódios                                                          |
| 2003      | Tracey Ullman in the Trailer Tales           | Rog Monroe                                 | Filme de TV                                                          |
| 2004      | Monk                                         | Oficial da cidade                          | Episódio: "Mr. Monk and the Three Pies"                              |
| 2004      | George Lopez                                 | Doutor                                     | Episódio: "Leave It to Lopez"                                        |
| 2005      | Boston Legal                                 | Bernard Ferrion                            | 6 episódios                                                          |
| 2005-2006 | American Dad!                                | Sr. Beauregard                             | 2 episódios                                                          |
| 2005      | Chasing Christmas                            | Past                                       | Filme de TV                                                          |
| 2007      | Ugly Betty                                   | Quincy Combs                               | Episódio: "Punch Out"                                                |
| 2007      | Hidden Palms                                 | Jesse Jo                                   | 5 episódios                                                          |
| 2008      | 12 Miles of Bad Road                         | Kenny Kingman                              | 6 episódios                                                          |
| 2008      | Sordid Lives: The Series                     | Earl Ingram                                | 10 episódios                                                         |
| 2008      | Privileged                                   | Dale Dart                                  | 2 episódios                                                          |
| 2009      | Alligator Point                              |                                            | Filme de TV                                                          |
| 2009      | Glenn Martin, DDS                            |                                            | Episódio: "Little Miss Backstabber"                                  |
| 2011      | Shake It Up                                  | Theodore Van Glorious                      | Episódio: "Double Pegasus It Up"                                     |
| 2011      | Desperate Housewives                         | Felix Bergman                              | 2 episódios                                                          |
| 2012      | The Game                                     |                                            | Episódio: "The Black People Episode"                                 |
| 2012      | The Secret Life of the American Teenager     |                                            | Episódio: "I Do and I Don't..."                                      |
| 2012-2013 | Raising Hope                                 | Reverendo Bob                              | Episódio: "If a Ham Falls in the Woods"                              |
| 2012      | DTLA                                         | Harold                                     | 5 episódios                                                          |
| 2012      | The Neighbors                                | Carla                                      | Episódio: "Thanksgiving Is for the Bird-Kersees"                     |
| 2013      | The Exes                                     | Percy                                      | Episódio: "Toy Story"                                                |
| 2013      | American Horror Story: Coven                 | Quentin Fleming                            | 3 episódios                                                          |
| 2013      | Supernatural                                 | Yorkie (voz)                               | Episódio: "Dog Dean Afternoon"                                       |
| 2013      | Baby Daddy                                   | Edwin                                      | Episódio: "Emma's First Christmas"                                   |
| 2014      | Partners                                     | Marion Phillips                            | Episódio: "Jurist Prudence"                                          |
| 2015      | Benidorm                                     | Buck A Roo                                 | 2 episódios                                                          |
| 2015-2017 | Con Man                                      | Ele mesmo                                  | 6 episódios                                                          |
| 2016      | K.C. Undercover                              | Cecil B. DeVille                           | Episódio: "Tightrope of Doom"                                        |
| 2016      | American Horror Story: Roanoke               | Cricket Marlowe / Ashley Gilbert           | 3 episódios                                                          |
| 2017      | But She's My Best Friend                     |                                            | Episódio: "Clueless"                                                 |
| 2017      | Life in Pieces                               | Neils                                      | Episódio: "Poison Fire Teats Universe"                               |
| 2017      | Still the King                               | Prefeito Ted                               | Episódio: "Flatbushes"                                               |
| 2017      | DogGone It!                                  | Leslie                                     | Episódio: "Star Quality (Pilot)"                                     |
| 2017-2019 | Living the Dream                             | Aiden                                      | 12 episódios                                                         |
| 2018      | The Last Sharknado: It's About Time          | Benjamin Franklin                          | Filme de TV                                                          |
| 2018-2019 | The Cool Kids                                | Sid                                        | 22 episódios                                                         |
| 2019      | American Horror Story: 1984                  | Courtney                                   | 4 episódios                                                          |
| 2020      | Hank the Cowdog                              | Pete                                       | 2 episódios                                                          |
| 2021      | Call Me Kat                                  | Phil                                       | 6 episódios                                                          |